# Antwerpens centralstation
Antwerpens centralstation, Antwerpen-Centraal, är Antwerpens centralstation. 
Stationen byggdes 1895–1905, under Leopold II av Belgiens regeringstid, och stationen bär kungens monogram på fasaden. Stationsbyggnaden ritades av Louis Delacenserie, medan Clement Van Bogaert stod för utformandet av valvtaket i stål.
Under 1950-talet förföll byggnaden alltmer och en rivning diskuterades. Emellertid blev den förklarad som byggnadsminne och restaurerades. 1998 startade en omfattande ombyggnation av stationen då den byggdes om från säckstation till en genomgående för att kunna utöka kapaciteten. Stationen fick då två underjordiska våningar. Idag är den både en säckstation och en genomgående beroende på vilket spår som trafikeras. Ombyggnationen var klar 2007. 